# Jennifer Zietz
Jennifer Zeitz, née le 14 septembre 1983 à Rostock, est une footballeuse allemande évoluant au poste de milieu de terrain. Internationale allemande (15 sélections de 2005 à 2010), elle a évolué en club au 1. FFC Turbine Potsdam toute sa carrière.

## Statistique
| Saison                | Club                   | Championnat           | Championnat | Championnat | Coupe(s) nationale(s) | Coupe(s) nationale(s) | Compétition(s) continentale(s) | Compétition(s) continentale(s) | Compétition(s) continentale(s) | Total | Total |
| Saison                | Club                   | Division              | M.          | B.          | M.                    | B.                    | Comp.                          | M.                             | B.                             | M.    | B.    |
| 1999-2000             | 1. FFC Turbine Potsdam | Frauen Bundesliga     | 14          | 3           |                       |                       | -                              | -                              | -                              | 14    | 3     |
| 2000-2001             | 1. FFC Turbine Potsdam | Frauen Bundesliga     | 21          | 9           |                       |                       | -                              | -                              | -                              | 21    | 9     |
| 2001-2002             | 1. FFC Turbine Potsdam | Frauen Bundesliga     | 22          | 12          | 1+                    | 0+                    | -                              | -                              | -                              | 23    | 12    |
| 2002-2003             | 1. FFC Turbine Potsdam | Frauen Bundesliga     | 11          | 7           |                       |                       | -                              | -                              | -                              | 11    | 7     |
| 2003-2004             | 1. FFC Turbine Potsdam | Frauen Bundesliga     | 21          | 12          | 1+                    | 1+                    | -                              | -                              | -                              | 22    | 13    |
| 2004-2005             | 1. FFC Turbine Potsdam | Frauen Bundesliga     | 20          | 4           | 1+                    | 0+                    | UWC                            | 2+                             | 0+                             | 23    | 4     |
| 2005-2006             | 1. FFC Turbine Potsdam | Frauen Bundesliga     | 20          | 7           | 5                     | 0                     | UWC                            | 2+                             | 0+                             | 27    | 7     |
| 2006-2007             | 1. FFC Turbine Potsdam | Frauen Bundesliga     | 22          | 1           | 1+3                   | 0+0                   | UWC                            | 0+                             | 0+                             | 26    | 1     |
| 2007-2008             | 1. FFC Turbine Potsdam | Frauen Bundesliga     | 20          | 8           | 0+                    | 0+                    | -                              | -                              | -                              | 20    | 8     |
| 2008-2009             | 1. FFC Turbine Potsdam | Frauen Bundesliga     | 20          | 9           | 2+                    | 0+                    | -                              | -                              | -                              | 22    | 9     |
| 2009-2010             | 1. FFC Turbine Potsdam | Frauen Bundesliga     | 20          | 9           | 4                     | 3                     | WCL                            | 9                              | 2                              | 33    | 14    |
| 2010-2011             | 1. FFC Turbine Potsdam | Frauen Bundesliga     | 22          | 7           | 5+4                   | 0+1                   | WCL                            | 9                              | 3                              | 40    | 11    |
| 2011-2012             | 1. FFC Turbine Potsdam | Frauen Bundesliga     | 21          | 0           | 3                     | 0                     | WCL                            | 8                              | 2                              | 32    | 2     |
| 2012-2013             | 1. FFC Turbine Potsdam | Frauen Bundesliga     | 0           | 0           | 0                     | 0                     | -                              | -                              | -                              | 0     | 0     |
| 2013-2014             | 1. FFC Turbine Potsdam | Frauen Bundesliga     | 15          | 1           | 1                     | 0                     | WCL                            | 5                              | 0                              | 21    | 1     |
| 2014-2015             | 1. FFC Turbine Potsdam | Frauen Bundesliga     | 12          | 1           | 4                     | 0                     | -                              | -                              | -                              | 16    | 1     |
| Total sur la carrière | Total sur la carrière  | Total sur la carrière | 281         | 90          | 35                    | 5                     | -                              | 54                             | 8                              | 370   | 103   |

- 3 matchs inconnus en coupe en 1999-00.
- 4 matchs inconnus en coupe en 2000-01.
- 3 matchs inconnus en coupe en 2001-02.
- 1 match inconnu en coupe en 2002-03.
- 4 matchs inconnus en coupe en 2003-04.
- 4 matchs inconnus en coupe en 2004-05.
- 3 matchs inconnus en coupe en 2007-08.
- 3 matchs inconnus en coupe en 2008-09.

## Palmarès

### En club
- Ligue des champions : 2005, 2010
- Championnat d'Allemagne : 2004, 2006, 2009, 2010, 2011, 2012
- Coupe d'Allemagne : 2004, 2005, 2006
- Coupe d'Allemagne en salle : : 2004, 2005, 2008, 2009, 2010, 2014

### En équipe nationale
- Championne d'Europe : 2009.